# Cantonul Gueugnon
Cantonul Gueugnon este un canton din arondismentul Charolles, departamentul Saône-et-Loire, regiunea Burgundia, Franța.

## Comune
- La Chapelle-au-Mans
- Chassy
- Clessy
- Curdin
- Gueugnon (reședință)
- Neuvy-Grandchamp
- Rigny-sur-Arroux
- Uxeau
- Vendenesse-sur-Arroux